# Kevin Kilbane
Kevin Daniel Kilbane (født 1. februar 1977 i Preston, England) er en tidligere engelskfødt irsk fodboldspiller, der spillede som venstre kant senest hos den engelske Premier League-klub Hull City. Han kom til klubben i januar 2009 fra Wigan Athletic, og har en lang karriere i klubber som Preston North End, West Bromwich, Sunderland og Everton bag sig.

## Landshold
Kilbane står (pr. juni 2009) noteret for hele 96 kampe og syv scoringer for Irlands landshold, som han debuterede for den 6. september 1997 i et opgør mod Island. Han var en del af den irske trup til VM i 2002 i Sydkorea og Japan.